# Niléas (dème)
Le dème de Niléas, en grec moderne : Δήμος Νηλέως / Dímos Niléos, est un ancien dème de l'île d'Eubée, en Grèce. Le dème est supprimé, en 2010, lorsqu'il est fusionné avec le nouveau dème de Mantoúdi-Límni-Agía Ánna.
Selon le recensement de 2011, la population du dème compte 2 144 habitants.